# Z 3400
Les Z 3400 sont 14 anciennes automotrices électriques de la SNCF, destinées au service voyageurs sur la ligne de Sceaux. Identiques à celles définies précédemment par la CMP, elles ont été commandées en 1937 par le PO et fabriquées par la Compagnie française de matériel de chemin de fer (CFMCF) à Maubeuge. Numérotées à l'origine Z 23450, elles ont été renumérotées Z 3400 en 1950.

## Histoire
Lors du transfert de la partie de Paris à Massy de la ligne de Sceaux à la CMP en 1932, la partie sud de la ligne reliant Massy à Saint-Rémy-lès-Chevreuse (et Limours) est restée dans le giron de la Compagnie du chemin de fer de Paris à Orléans (PO) et transférée à la Société nationale des chemins de fer français (SNCF) à la création de cette dernière.
L'exploitation est néanmoins restée liée à la partie nord de la ligne. Les quatorze automotrices ont été reçues directement par la SNCF en 1938.

## Service
Dès 1938, elles ont fonctionné en pool avec celles de la CMP (devenue RATP en 1949).
En 1964, à la reprise de la partie sud de la ligne, les Z 3400 ont été cédées à la RATP et intégrées au parc des « motrices Z » de la Régie sous les numéros Z 23401 à 23414.

## Motrices conservées (2005)
- Z 3402 : Brétigny-sur-Orge, rachetée par l'association CITR (Compagnie Internationale des Transports Rétro), encore en état RATP, en attente de restauration ;
- Z 3411 : Cité du train de Mulhouse, remis en état d'origine sous le numéro Z 23461.

## Modélisme
Les Z 3400 ont été reproduites à l'échelle HO par l'artisan DutDut-Productions sous forme de kit à monter en laiton.